# Cathrine Marie von Vieregg
Cathrine Marie von Vieregg, gift von der Lühe (1717-1764) var en tysk adelsdame.
Vieregg var datter af Jørgen Frederik von Vieregg til Zierstorff og var 1. gang gift med kaptajn Christian Ludvig von Hein til Zierstorff. 2. gang ægtede hun 1747 Volrad August von der Lühe.
Hun var Dame de l'union parfaite.